# Reserva natural Parque Luro
El Parque Luro es una reserva provincial pampeana, declarada área protegida sin aprovechamiento productivo y Patrimonio Natural, Histórico y Cultural, el 30 de mayo de 1996 y en el año 1997 el día 25 de julio, respectivamente.
El parque está ubicado en el departamento Toay a 35 km al sur de la ciudad de Santa Rosa, sobre la RN 35.
Con el decreto provincial N.º 762/78 se delimitaron 7600 hectáreas, 1600 fueron asignadas a la Subsecretaría de Turismo, para ser utilizadas como atractivo turístico y con fines recreativos; al mismo tiempo 6000 ha fueron asignados a la Subsecretaría de Ambiente con fines de conservación, científicos y de investigación. Los dos organismos citados dependen del Gobierno de La Pampa, Argentina.
Este parque tiene atractivos tanto históricos, como naturales. En la parte histórica, este atractivo recibe importancia ya que a principio del siglo XX se realizó allí, el primer coto de caza del país, donde se lo conoció como San Huberto y donde se reunieron personalidades que trataron el tema de la provincialización de este territorio, además la reserva presenta museos como El Castillo declarado Monumento Histórico Nacional (el atractivo más destacado), el San Huberto que alberga una cochera única en la provincia y el museo El Caserío. También contiene edificaciones históricas como el Tambo Modelo, el Tanque del millón, entre otras.
Por otra parte, los atractivos naturales son de mucha importancia decisiva en el turismo de la provincia, por la singularidad de los tres paisajes que se encuentran en el Parque, el bosque (o monte) de caldén, la laguna y el medanal; por la fauna exótica existente en la reserva, como el ciervo común, el jabalí y las 160 especies de aves, tanto migratorias, como residentes.

## Historia del Parque Luro
Al finalizar la Conquista del Desierto, Ataliva Roca fue premiado con 180 000 ha en la zona del caldenal. Esas tierras las repartió con sus hijos mientras estaba vivo, y a la señora Arminda, una de sus hijas, le obsequió 23.700 ha. Junto a su esposo, Pedro Olegario Luro Pradère (nacido en Buenos Aires, en 1862), lo denominaron "Establecimiento San Huberto" por el santo europeo protector de los cazadores, ya que habían decidido establecer un coto de caza privado. 

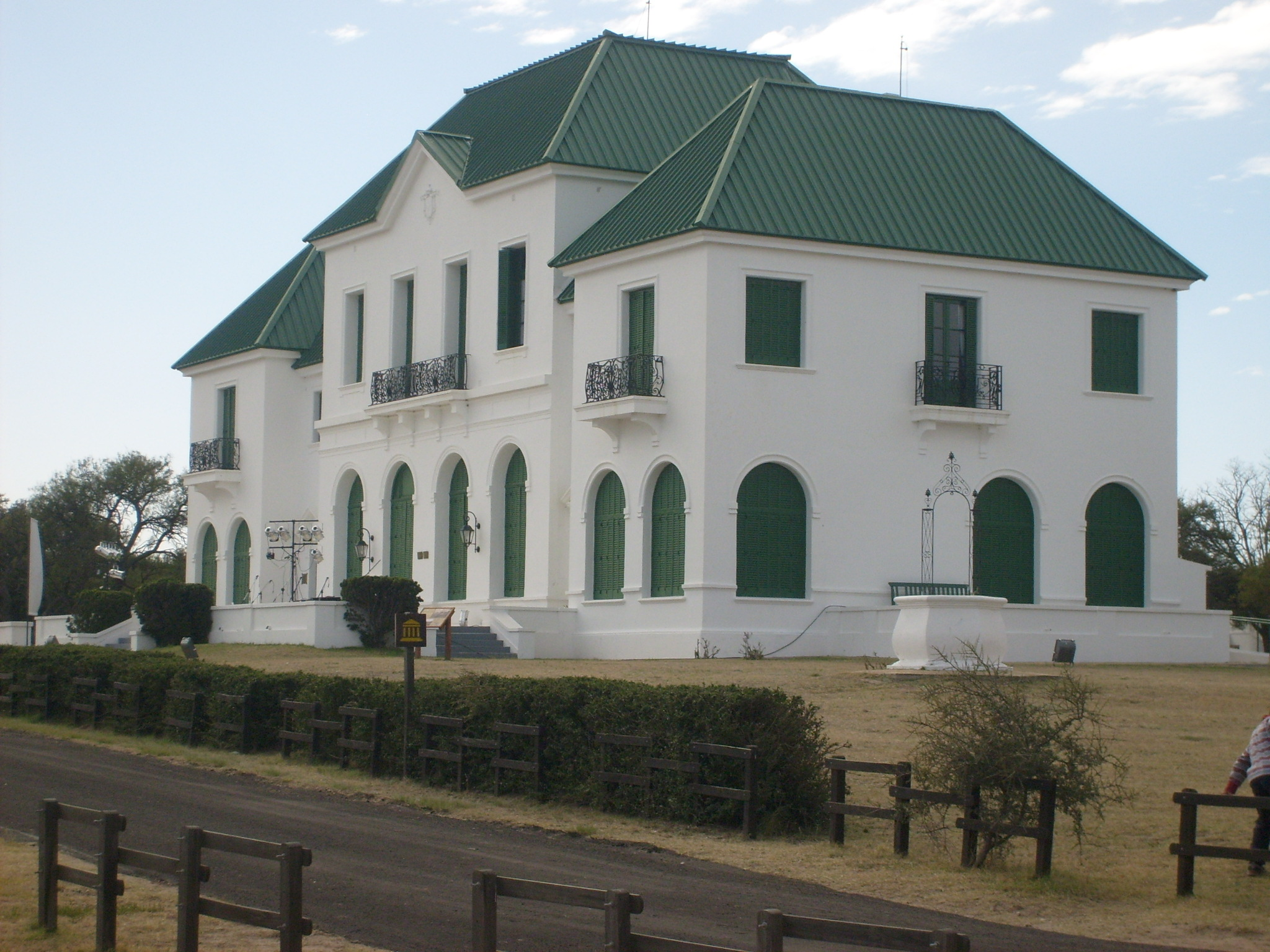
Casona donde residían los invitados del Pedro Luro, durante su estancia en el coto de caza, Fachada norte

Esto lo convirtió en el primer coto de caza organizado en el país. Con este fin, en 1909, Luro importó, ciervos de raza Cervus elaphus o ciervo común, jaulas de jabalíes y de faisanes principalmente de raza dorada de China.
Al finalizar la Primera Guerra Mundial, los europeos dejaron de ir a la Estancia y Luro se desinteresó por el lugar. En ese momento, Luro tenía una importante deuda con el Banco Hipotecario Nacional. El propietario murió el 4 de marzo de 1927 en su casa de Mar del Plata, y fue sepultado en el cementerio de la Recoleta de la ciudad de Buenos Aires.
Después de 10 años el Banco Hipotecario Nacional, decidió rematar la propiedad, y finalmente el 16 de agosto de 1939 fue adquirida por Antonio Maura y Gamazo (nacido en Madrid el 6 de junio de 1885, casado con Sara Escalante -viuda de Jorge Newbery), quienes se quedaron a vivir en el lugar. Decidieron hacer modificaciones a la casona y dedicar el parque a la cría de caballos de polo y a la explotación del bosque de caldén.
Al fallecimiento del señor Maura, el 16 de diciembre de 1964, Inés Maura de Roviralta, su única hija vendió parcelas al Gobierno de La Pampa y el resto lo dividió entre sus descendientes.
Finalmente, tras varias restauraciones, quedó constituido el Parque Luro luego de la promulgación del decreto provincial 1635.

## Flora y fauna
La reserva se encuentra dentro de la ecorregión espinal, específicamente en el distrito fitogeográfico del caldén. La presencia de esta especie de caldén (Prosopis  caldenia) es uno de los objetivos de preservación del área. La cobertura vegetal se completa con piquillín (Condalia  microphylla),  llaollín  (Lycium chilense), chilladora  (Chuquiraga erinacea), tramontana  (Ephedra triandra)  y azahar de monte (Aloysia gratissima). En el nivel inferior aparecen pastizales de gramíneas como paja vizcachera (Stipa ambigua), paja blanca  (Stipa  gynerioides), paja común (Stipa  tenuissima), flechilla negra Piptochaetium napostaense),  cebadilla (Bromus sterilis) y malvavisco (Sphaeralcea bonariensis).
La fauna silvestre del área de la reserva sufrió la competencia y el impacto producido por las especies exóticas introducidas en la época en que se detinaba a coto de caza. Entre las especies nativas aparecen pumas (Puma concolor), gatos monteses (Leopardus geoffroyi) y de pajonal o pajeros (Leopardus pajeros), zorros grises (Lycalopex gymnocercus), zorrinos (Conepatus chinga) y hurones (Galictis cuja).
Las aves están ampliamente representadas, por lo que la reserva es una de las áreas importantes para la conservación de las aves en Argentina. Entre las especies sobre las que existe algún grado de preocupación o están amenazadas se encuentran el ñandú (Rhea americana), el flamenco austral (Phoenicopterus chilensis), el águila coronada (Harpyhaliaetus coronatus), el cardenal amarillo (Gubernatrix cristata) y la monterita canela (Poospiza ornata).
Los sectores inundables o las lagunas son el hábitat de muchas especies de aves acuáticas como los cisnes coscoroba (Coscoroba coscoroba) y cuello negro (Cygnus melancoryphus), el macá plateado (Podiceps occipitalis) y los patos overo (Anas sibilatrix), capuchino (Anas versicolor), picazo (Netta peposaca), gargantilla (Anas bahamensis), maicero (Anas georgica) y barcino (Anas flavirostris).